# Johannes Than
Johannes Martin Than (* 14. Dezember 1917 in Dresden; † 9. Januar 1943 ebenda), auch „Hans“ gerufen, war ein deutscher Fußballspieler.

## Karriere

### Vereine
Than bestritt von 1936 bis 1939 als schneller rechter und linker Flügelstürmer für Guts Muts Dresden in der Gauliga Sachsen, in einer von zunächst 16, später auf 23 aufgestockten Gauligen zur Zeit des Nationalsozialismus als einheitlich höchste Spielklasse im Deutschen Reich, Punktspiele. In den ersten beiden Spielzeiten konnte der Abstieg in die Bezirksklasse Dresden mit einem Punkt Vorsprung auf den Neuling Riesaer SV bzw. aufgrund des besseren Torquotienten gegenüber der SpVgg 1899 Leipzig-Lindenau vermieden werden.
Die Saison 1939/40 bestritt er in der Gauliga Mittelrhein für den Mülheimer SV 06, mit dem er die Meisterschaft gewann.

### Auswahlmannschaft
1936 und 1937 kam er zu vier Einsätzen in der Gauauswahlmannschaft Sachsen im Wettbewerb um den Reichsbundpokal. Sein erstes Spiel für Sachsen bestritt er im Wiederholungsspiel des Finales gegen die Gauauswahlmannschaft Südwest, das mit 9:0 gewonnen wurde. Mit seinem einzigen Tor sorgte er am 20. Dezember 1936 für den 1:0-Viertelfinalsieg über die Auswahl Niedersachsen und für den Einzug ins Halbfinale, in dem er – wie auch am 27. Februar 1937 im mit 1:2 verlorenen Finale gegen die Gauauswahlmannschaft Niederrhein – nicht eingesetzt wurde.
Mit Beginn des Zweiten Weltkriegs wurde er zum Wehrdienst herangezogen; er verstarb 1943 in Dresden.

## Erfolge
- Gaumeister Mittelrhein 1940